# ولولة الروح
ولولة الروح هو فيلم غنائي تاريخي بوليسي مغربي من إخراج عبد الإله الجوهري سنة 2018، وبطولة كل من سعيدة باعدي، جيهان كمال، محمد الرزين، بنعيسى الجيراري وآخرون.
«ولولة الروح» فيلم وثائقي في جوف فيلم تاريخي، يقدم مشاهد ووقائع من مغرب سبعينات القرن الماضيي، ويحتفي بفن العيطة، محاولا رد الاعتبار لمرحلة تاريخية مر بها المغرب المعاصر، وكذا للسينما المغربية.

## القصة
يتناول الفيلم قصة «إدريس»، الطالب السابق في شعبة الفلسفة، بكلية الآداب بالرباط، ومناضل يساري ضمن الحركة الطلابية، الذي التحق بسلك الشرطة، حيث عُين بمدينة خريبكة، وهناك سيصطدم بواقع اليسار والنضال، وتصبح من مهامه ضرورة اعتقال بعض رفاقه من المناضلين اليساريين، وفي الآن نفسه، يتعرف على «الشيخ الروحاني» وعشيرته «الشيخة الزوهرة»، ليكتشف معهما فن العيطة ومعاني الحكمة والوفاء للمبدأ.
```
في خضم أحداث الشريط، التي تدور خلال بداية السبعينات، يتم اكتشاف جثة فتاة بيضاء شقراء مجهولة الهوية، يحاول البحث عن أسرار ودوافع الجريمة، لكنه يجد نفسه أمام لغز كبير، فالكل يتحدث عن الفتاة دون أن يعرف من تكون، خاصة «الشيخ الروحاني» و«خربوش الكويلة»، من خلال ترديد لازمة:
```

```
«مشفتو الغزال آهيا الصيادة / ما شفتو الخليل آصحاب الليل / الشهيبة بنت الفاسي مدوخة راسي».
```

لتبقى الأسئلة معلقة: من تكون هذه القتيلة؟ وما علاقتها بالزمان والمكان..؟

## جوائز وتشريفات
حصل الفيلم على جائزتين في مهرجان الإسكندرية السينمائي الدولي (أكتوبر 2018)، هما جائزة أحسن سيناريو للكاتب عثمان أشقرا وجائزة أحسن أداء نسائي لسعيدة باعدي.

## روابط خارجية
- الفيلم على موقع cinemamaroc
- الفيلم على موقع lematin